# Dengeki G's Comic
Dengeki G's Comic (電撃G'sコミック, Dengeki Jīzu Komikku) é uma revista de mangá voltada para o público seinen publicada pela ASCII Media Works. A revista foi publicada inicialmente no formato digital em 9 de agosto de 2012, com a edição 0, e iniciou sua publicação mensal a partir da edição seguinte, em 15 de outubro de 2012. Entre abril de 2013 e abril de 2014 a revista foi lançada quinzenalmente, voltando a ser publicada mensalmente a partir da edição de junho de 2014, que começou a ser comercializada em 30 de abril do mesmo ano.

## Mangás serializados

### Mangás em serialização
| Título                                           | Título original                               | Autor            | Ilustrador                   | Período de publicação        |
| ------------------------------------------------ | --------------------------------------------- | ---------------- | ---------------------------- | ---------------------------- |
| Netoge no Yome wa Onna no Ko Janai to Omotta?    | ネトゲの嫁は女の子じゃないと思った?           | Shibai Kineko    | Kazui Ishigami               | Outubro de 2014 – Presente   |
| Enjeru Bītsu! Hebunzu Doa                        | エンジェルビーツ! ヘブンスドアー              | Jun Maeda        | Yuriko Asami                 | Junho de 2014 – Presente     |
| Appare! Tenka Gomen                              | あっぱれ!天下御免                             | BaseSon          | Sōsuke Miyashiro             | Novembro de 2015 – Presente  |
| Charlotte                                        | シャーロット                                  | Jun Maeda        | Makoto Ikezawa, Yū Tsurusaki | Setembro de 2015 – Presente  |
| Charlotte The 4-koma: Seishun o Kakenukero!      | Charlotte The 4, コマ せーしゅんを駆け抜けろ! | Jun Maeda        | Haruka Komowata              | Maio de 2015 – Presente      |
| Chōkōsennin Haruka                               | 超昂閃忍ハルカ                                | AliceSoft        | Ponkotsu Works               | Outubro de 2015 – Presente   |
| Love Live!                                       | ラブライブ!                                   | Sakurako Kimino  | Arumi Tokita                 | Junho de 2014 – Presente     |
| Love Live! School idol diary                     | ラブライブ! School idol diary                 | Sakurako Kimino  | Masaru Oda                   | Junho de 2014 – Presente     |
| Mahō Ineko to Garasu no Kutsushita               | 魔法医猫と硝子の靴下                          | Daisuke Moriyama | Daisuke Moriyama             | Novembro de 2015 – Presente  |
| Kyōhaku Dog's                                    | キョウハクDOG's                               | Shaa             | Shaa                         | Maio de 2015 – Presente      |
| Plastic Memories: Say to Good-bye                | プラスティック・メモリーズ Say to good-bye    | Naotaka Hayashi  | Yūyū                         | Junho de 2015 – Presente     |
| Punch Line MAX                                   | パンチラインMAX                               | Mages, Fuji TV   | Ginichi                      | Novembro de 2015 – Presente  |
| Release the Spyce: Naisho no Mission             | RELEASE THE SPYCE ないしょのミッション        |                  |                              | Março de 2018 – Presente     |
| Rōkyū Bu!                                        | ロウきゅーぶ!                                 | Sagu Aoyama      | Yūki Takami                  | Junho de 2014 – Presente     |
| Seishun Buta Yarō                                | 青春ブタ野郎                                  | Hajime Kamoshida | Tsugumi Nanamiya             | Janeiro de 2016 – Presente   |
| Sengoku † Koihime ~Otome Kenran ☆ Sengoku Emaki~ | 戦国†恋姫～乙女絢爛☆戦国絵巻～                | BaseSon          | Yukino Amagai                | Junho de 2014 – Presente     |
| Sword Art Online: Progressive                    | ソードアート・オンライン プログレッシブ       | Reki Kawahara    | Kiseki Himura                | Junho de 2014 – Presente     |
| Tenshi no 3P!                                    | 天使の3P!                                     | Sagu Aoyama      | Yuzu Mizutani                | Julho de 2014 – Presente     |
| Tōshin Toshi III                                 | 闘神都市III                                   | AliceSoft        | Gō Yabuki                    | Outubro de 2015 – Presente   |
| Washio Sumi wa Yūsha de Aru                      | 鷲尾須美は勇者である                          | Takahiro         | Mottsun*                     | Agosto de 2014 – Presente    |
| Yagate Maken no Alicebell                        | やがて魔剱のアリスベル                        | Chūgaku Akamatsu | Gekka Urū                    | Junho de 2014 – Presente     |
| Yūki Yūna wa Yūsha de Aru                        | 結城友奈は勇者である                          | Takahiro         | Tōko Kanno                   | Fevereiro de 2015 – Presente |

### Mangás finalizados
| Título                                      | Título original                           | Autor                | Ilustrador           | Período de publicação             |
| ------------------------------------------- | ----------------------------------------- | -------------------- | -------------------- | --------------------------------- |
| Daitoshokan no Hitsujikai                   | 大図書館の羊飼い                          | August               | Akane Sasaki         | Junho de 2014 – Janeiro de 2015   |
| Ido-Lising!                                 | アイドライジング！                        | Sakaki Hirozawa      | Shinnosuke Fujishima | Junho de 2014 – Setembro de 2014  |
| Ido-Lising Gaiden: Orin Rising!             | アイドライジング！外伝 オリンライジング！ | Sakaki Hirozawa      | Chiruwo Kazahana     | Junho de 2014 – Setembro de 2014  |
| Little Busters! End of Refrain              | リトルバスターズ！End of Refrain          | Key                  | Zen                  | Junho de 2014 – Janeiro de 2015   |
| Little Busters! EX The 4-koma               | リトルバスターズ! EX The 4コマ            | Key                  | Yūya Sasagiri        | Junho de 2014 – Dezembro de 2014  |
| Ore no Kōhai ga Konna ni Kawaii Wake ga Nai | 俺の妹がこんなに可愛いわけがない          | Tsukasa Fushimi      | Sakura Ikeda         | Junho de 2014 – Julho de 2015     |
| Rewrite: Side-B                             | リライト Side-B                           | Key                  | Sakana Tōjō          | Junho de 2014 – Julho de 2015     |
| Sakura-sō no Pet na Kanojo                  | さくら荘のペットな彼女                    | Hajime Kamoshida     | Hōki Kusano          | Junho de 2014 – Julho de 2015     |
| Sword Art Online: Caliber                   | ソードアート・オンラインキャリバー        | Reki Kawahara        | Shii Kiya            | Setembro de 2014 – Agosto de 2015 |
| Kamisama to Unmei Kakusei no Kurosutē       | 神様と運命覚醒のクロステーゼ              | Nippon Ichi Software | Peke                 | Novembro de 2014 – Maio de 2015   |